# Derarimus
Derarimus es un género de coleóptero de la familia Anthicidae.

## Especies
Las especies de este género son:
- Derarimus alisae
- Derarimus ampliaticornis
- Derarimus angulatus
- Derarimus auropilosus
- Derarimus besucheti
- Derarimus bicavatus
- Derarimus bidens
- Derarimus breviceps
- Derarimus brunneus
- Derarimus burckhardti
- Derarimus calamei
- Derarimus carinatus
- Derarimus cavicollis
- Derarimus cincinnulatus
- Derarimus compacticornis
- Derarimus cornutus
- Derarimus curticornis
- Derarimus ectypus
- Derarimus erratus
- Derarimus flavicornis
- Derarimus flavipubens
- Derarimus fortepunctatus
- Derarimus foveicollis
- Derarimus fulgens
- Derarimus fulvescens
- Derarimus humeratus
- Derarimus humerifer
- Derarimus irregularis
- Derarimus javanus
- Derarimus kurbatovi
- Derarimus laticornis
- Derarimus loebli
- Derarimus luteipes
- Derarimus magnus
- Derarimus microphthalmus
- Derarimus minor
- Derarimus minutissimus
- Derarimus nigripennis
- Derarimus ovipennis
- Derarimus pahangensis
- Derarimus peniculatus
- Derarimus posttibialis
- Derarimus riedeli
- Derarimus riga
- Derarimus rimaderoculis
- Derarimus robusticornis
- Derarimus robustus
- Derarimus rotundicollis
- Derarimus rugulosus
- Derarimus sabahensis
- Derarimus sarawakensis
- Derarimus schillhammeri
- Derarimus schoedli
- Derarimus schuhi
- Derarimus schwendingeri
- Derarimus selangorensis
- Derarimus sellatus
- Derarimus sichuanus
- Derarimus sinuatipennis
- Derarimus spinicollis
- Derarimus sumatraensis
- Derarimus tricarinatus
- Derarimus uhmanni
- Derarimus unicarinatus
- Derarimus yunnanus